# Belagerung von Cuneo
Philippsburg – Koblenz – Walcourt – Bantry Bay – Mainz – Bonn – Fleurus – Beachy Head – Boyne – Staffarda – Québec – Mons – Cuneo – Leuze – Aughrim – Barfleur/La Hougue – Namur 1 – Steenkerke – Lagos – Neerwinden – Marsaglia – Charleroi – Torroella – Camaret – Texel – Sant Esteve d'en Bas – Gerona – Dixmuyen – Namur 2 – Brüssel –  Ath – Cartagena – Barcelona
Die Belagerung von Cuneo fand am 28. Juni 1691 während des Pfälzischen Erbfolgekrieges in Savoyen, im Norden des heutigen Italiens statt. Die Belagerung war Teil des Feldzuges von Ludwig XIV. gegen Viktor Amadeus II von Sardinien, dem Herzog von Savoyen, der im Jahr zuvor Partei für die Augsburger Allianz ergriffen hatte. Mit der Belagerung wollte Ludwig XIV. im Piemont Fuß fassen, um sicherzustellen, dass die Armee von Marschall Catinat östlich der Alpen überwintern konnte. Durch die Inkompetenz der beiden französischen Kommandeure und das rechtzeitige Eintreffen von Entsatzungstruppen geriet die Belagerung zu einem völligen Desaster, das für die Franzosen mit dem Verlust von zwischen 700 und 800 Mann endete. Obwohl französische Truppen Nizza im Westen und Montmélian im Norden, eingenommen hatten, war Catinats schlecht ausgerüstete Armee in die Defensive gezwungen. In der Folge machte Ludwig XIV. ein großzügiges Friedensangebot, doch der Herzog von Savoyen wähnte sich durch die Unterstützung aus dem Heiligen Römischen Reich stark genug, um die Kämpfe weiterzuführen.

## Hintergrund
Viktor Amadeus II., der Herzog von Savoyen, hatte im Juni 1690 den Versuch unternommen, sich von der französischen Herrschaft zu befreien und sich daher der Augsburger Allianz angeschlossen. Ein erster Feldzug gegen die Franzosen unter dem Befehl von Catinat endete mit einer deutlichen Niederlage in der Schlacht bei Staffarda am 18. August 1690. In der Folge konnte Catinat von der französischen Hauptbasis in Pinerolo diverse andere Städte in der Region einnehmen. Dennoch sahen sich die Franzosen, bedingt durch Kommunikationsprobleme und Versorgungsengpässe, gezwungen, sich Ende 1690 aus dem Piemont zurückzuziehen und Zuflucht in ihrem Winterquartier westlich der Alpen zu suchen.
Im März 1691, gleich nach dem Ende des Winters, überquerte Catinat die Grenze zur Grafschaft Nizza, um die südlichen Küstenstädte Nizza und Villefranche anzugreifen. Die Einnahme dieser Städte war notwendig, da sie den Alliierten der Augsburger Allianz als Sprungbrett zu einer Invasion der Provence hätten dienen können. Zusätzlich würden die militärischen Operationen der Franzosen im südlichen Piemont durch die Einnahme der beiden Städte erleichtert. Villefranche kapitulierte am 20. März ohne Widerstand, ebenso die Stadt Nizza. Die Zitadelle von Nizza leistete gegen eine Abteilung unter General Vins jedoch noch bis zum 1. April Widerstand. Nizza konnte mit einem Verlust von lediglich 100 Mann eingenommen werden; nahezu die ganze Grafschaft befand sich nun unter der Kontrolle von Ludwig XIV. Von allen ehemals savoyischen Städten westlich der Alpen war einzig Montmélian noch in Händen des Herzogs von Savoyen.

## Belagerung

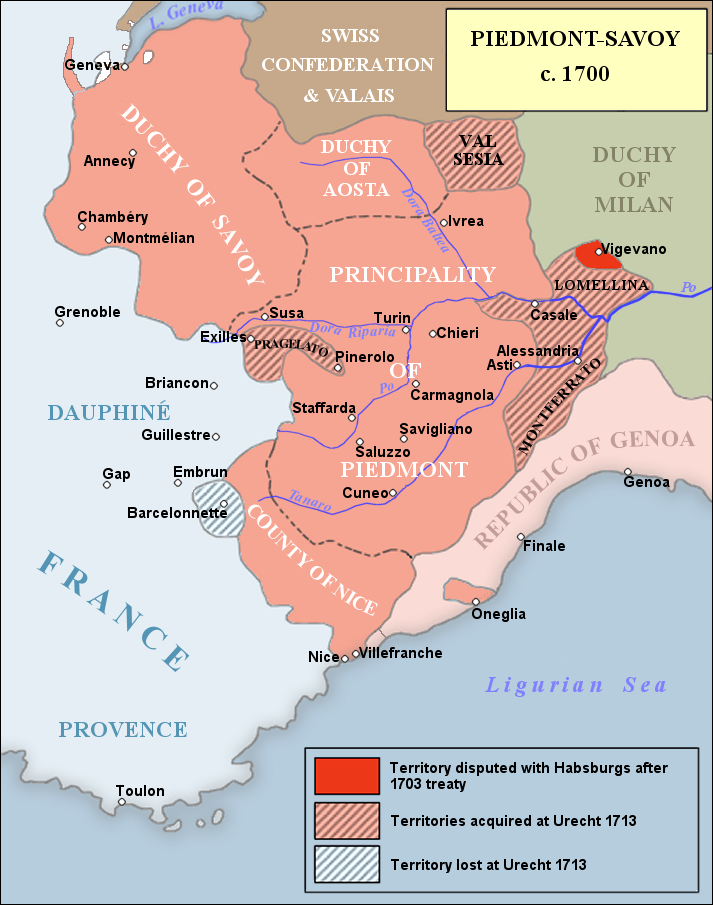
Zu Beginn des Pfälzischen Erbfolgekriegs teilte sich das Herrschaftsgebiet von Viktor Amadeus II., dem Herzog von Savoyen, auf mehrere getrennte Territorien auf, nämlich die Grafschaft Nizza, das Herzogtum Savoyen und das Fürstentum Piemont, wo sich die Hauptstadt Turin befand.

Im Piemont marschierte der Marquis de Feuquières am 18. April von Pinerolo nach Luserna, um dort die Waldenser und die Hugenotten, französische Religionsflüchtlinge, anzugreifen. Feuquières, der im vorigen Jahr bei Luserna eine Niederlage erlitten hatte, begegnete nur wenig Widerstand und ließ die Stadt plündern und viele ihrer Einwohner töten. Währenddessen verheerte Catinat die Straße zwischen Turin und Susa. Obwohl die Einnahme der Hauptstadt Piemonts, Turin, wegen eines Mangels an Infanterie und Nachschub nicht möglich war, nahm Catinat ohne zwingenden Grund am 29. Mai Avigliana ein, bevor er eine große Abteilung unter Feuquières und Bulonde mit der Belagerung von Cuneo an der Stura di Demonte im südlichen Piemont beauftragte.
Die Einnahme Cuneos hätte es den Franzosen ermöglicht, den Winter 1691/92 östlich der Alpen zu verbringen, doch durch die Inkompetenz der beiden Kommandanten geriet die Belagerung zu einem kompletten Desaster. Nachdem Nachrichten über die Ankunft von Kavallerieeinheiten  unter Prinz Eugen von Savoyen eintrafen, die den Belagerten zu Hilfe eilen sollten, verlor Bulonde die Nerven und brach die Belagerung ab. Vivien de Bulonde wird von einigen für den Mann mit der eisernen Maske gehalten. Zurückzuführen ist dieser Glaube auf entschlüsselte Briefe von Ludwig XIV. an Catinat, in denen die Bestrafung Bulondes genehmigt wird.
Mit Verlusten in Höhe von 700–800 Mann flohen die Franzosen vom Schlachtfeld und ließen überstürzt ihre Vorräte, ihre Verwundeten und ihre schweren Geschütze zurück. Überhastet setzten die fliehenden Truppen alles daran, zu Catinats Hauptheer nahe Turin zu gelangen. Die Garnison von Cuneo hatte standgehalten und war noch immer intakt als Prinz Eugen eintraf. Nachdem Prinz Eugen die Stadt wieder in Stand gesetzt hatte, kehrte er nach Turin zurück.

## Nachwirkung
Im Juli gelang es Feuquières Verstärkungen und Geld zur französischen Hauptfestung Casale zu bringen. Nichtsdestotrotz wurden die französischen Truppen in ihrem italienischen Einsatzgebiet zunehmend durch Versorgungsengpässe behindert. Am 9. Juni 1691 hatte Catinat Carmagnola eingenommen, sah sich im August nun aber mit einem 13.000 Mann starken Heer des Heiligen Römischen Reichs konfrontiert. Diese Truppen kamen gerade aus dem Großen Türkenkrieg gegen die Osmanen zurück und verstärkten die Truppen Amadeus’ auf nominell 45.000 Mann. Am 26. September überquerten die alliierten Truppen den Po um die Stadt zurückzuerobern. Carmagnola kapitulierte am 8. Oktober, da nicht genügend französische Truppen zu ihrer Verteidigung vorhanden waren.
Unterdessen plünderte der Marquis de La Hoguette, der die französischen Truppen im Herzogtum Savoyen befehligte, das Aostatal, um die Belagerung von Montmélian vorzubereiten. Das Tal war eine von zwei Hauptmarschrouten nach Savoyen, auf denen Viktor Amadeus II. aus Piemont hätte Unterstützung schicken können. Die Einnahme Susas im November 1690 hatte die einzige andere direkte Route blockiert. Hoguette kam im Süden bis nach Bard, bis er nach Savoyen zurückkehrte. Er hinterließ eine Spur der Verwüstung und zerstörte alle Brücken. Durch den Mangel an Belagerungsgeschützen konnte Montmélian nicht vor November richtig beharkt werden. Als endgültig offensichtlich wurde, dass aus dem Piemont keine Unterstützung eintreffen würde, übergab der Statthalter von Montmélian die Zitadelle am 22. Dezember den Franzosen.
Obwohl die Franzosen im Piemont wenig erreicht hatten, kontrollierte Catinat nunmehr nahezu die gesamte Grafschaft Nizza und das Herzogtum Savoyen. In Friedensgesprächen im Sommer bestand Ludwig XIV. darauf, seine Gewinne in Nizza, einige piemontesische Städte auf dem Weg nach Casale sowie Montmélian zu behalten. Zusätzlich sollten etwa 2400 von Viktor Amadeus’ Männern sowie drei Dragonerregimenter zusammen mit französischen Kräften gegen die Augsburger Allianz an anderen Fronten kämpfen. Jedoch starb am 16. Juli starb der sehr einflussreiche und Kriegsminister des Königs Louvois, der eine wesentliche Rolle in diesem Krieg gespielt hatte. 12 Tage später berief Ludwig XIV. den moderateren Pomponne in den Conseil du Roi, wodurch die politischen Ausrichtung des Staates verändert wurde. In der Folge zeigten sich die Franzosen, die sich nunmehr mit einem überlegenen Feind konfrontiert sahen, gleichzeitig aber nicht mehr in der Lage waren, ihre Truppen im Piemont zu versorgen, eher kompromissbereit. Folglich unterbreitete Ludwig XIV. im Dezember weitere Friedensangebote, die keinerlei Ähnlichkeit mehr mit den Forderungen vom Anfang des Krieges im Mai 1690 hatten. Ludwig XIV war nun bereit, Savoyen für den Krieg zu entschädigen und die eroberten Gebiete einer neutralen Partei zu übergeben. Die französische Festung Casale sollte niedergerissen werden und im Falle des Todes von Karl II., dem König von Spanien, sollte Ludwig XIV. Viktor Amadeus II. dabei behilflich sein, die Mailänder zu bezwingen. Trotz dieser großzügigen Angebote war Viktor Amadeus II. nicht bereit, ernsthaft zu verhandeln, da er sich nunmehr militärisch überlegen wähnte. Er verwarf das Friedensangebot und so setzten sich die Auseinandersetzungen noch bis ins nächste Jahr fort.